# Хейль, Вольфганг
Вольфганг Хейль (нем. Wolfgang Heyl; 21 августа 1921, Борна — 14 мая 2014) — немецкий политик, член ХДС в ГДР.

## Биография
Сын коммерсанта Вольфганг Хейль обучался в средней школе, затем выучился на столяра. В 1939 году вступил в НСДАП. С 1941 года служил в вермахте. В 1945 году старший лейтенант Хейль попал в плен.
В 1945—1947 годах Хейль работал столяром. в 1945 году вступил в Объединение свободных немецких профсоюзов. В 1947—1952 годах являлся служащим, затем управляющим Торгово-промышленной палаты Борны.
В 1949 году Хейль вступил в Христианско-демократический союз. В 1949—1953 годах являлся депутатом городского собрания Борны. В 1952—1954 годах занимал должности оргсекректаря и заместителя председателя окружного комитета ХДС в Лейпциге. В 1954—1958 годах работал на должности председателя окружкома ХДС в Лейпциге. В 1958—1966 годах Хейль занимал должность заместителя генерального секретаря ХДС, в 1966—1971 годах входил в состав президиума и секретариата главного правления ХДС. В 1976—1989 годах Хейль занимал должность заместителя председателя ХДС и со 2 по 10 ноября 1989 года — исполняющего обязанности председателя партии.
В 1953—1958 годах Вольфганг Хейль являлся депутатом от ХДС в окружном законодательном собрании Лейпцига, в 1958—1990 годах — депутатом Народной палаты ГДР. В 1963—1989 годах занимал должность председателя фракции ХДС в Народной палате. В 1963—1967 годах являлся протоколистом комитета по промышленности, строительству и транспорту, с 1967 года — первым заместителем председателя комитета по бюджету и финансам. С 1971 года Хейль возглавлял комитет по иностранным делам. С 1976 по 1989 годы Хейль входил в состав президиума Народной палаты ГДР.
В 1967—1971 и 1976—1989 годах Вольфганг Хейль занимал должность председателя Межпарламентского общества ГДР.
С 1966 года Хейль входил в состав президиума Национального совета Национального фронта ГДР, с 1974 года — президиума Совета мира ГДР, а с 1975 года — президиума Лиги дружбы народов. Хейль также являлся заместителем председателя Общества дружбы между ГДР и Австрией.

## Труды
- Die Bundesrepublik, ein Modell? Sekretariat des Hauptvorstandes der CDU, Berlin 1969.
- Christ im Sozialismus. Freiheit und Dienst. Aus Reden und Aufsätzen 1958—1980. Union, Berlin 1980.
- Es gibt keinen dritten Weg. Zentrale Schulungsstätte «Otto Nuschke», Burgscheidungen 1960.
- Glanz und Elend der Adenauer-CDU. Zentrale Schulungsstätte «Otto Nuschke», Burgscheidungen 1963.
- Wissenschaftliche Leitungstätigkeit — Voraussetzung neuer Erfolge. Zentrale Schulungsstätte «Otto Nuschke», Burgscheidungen 1964.
- Zwanzig Jahre demokratische Bodenreform. Zentrale Schulungsstätte «Otto Nuschke», Burgscheidungen 1965.
- Was unsere Parteigeschichte lehrt. Union, Berlin 1970.
- Erlebnisse und Ergebnisse: zum Weltkongress der Friedenskräfte. Union, Berlin 1974.
- Verantwortung und Tatbereitschaft: zu Problemen der Leitungstätigkeit. Union, Berlin 1975.
- Christen im Engagement — heute und morgen. Union, Berlin 1976
- Christlicher Glaube und gesellschaftlicher Fortschritt. Christen im Bündnis für Frieden und soziale Gerechtigkeit. Union, Berlin 1977.
- Chancen des Friedens: Betrachtungen nach der Weltkonferenz «Religiöse Vertreter für die Rettung der Heiligen Gabe des Lebens vor einer Nuklearen Katastrophe». Union, Berlin 1982.
- Erhalten und gestalten: zu einigen gesellschaftspolitischen Aspekten der Landeskultur. Union, Berlin 1983.
- Für Sicherheit und Zusammenarbeit in Europa: 10 Jahre Schlussakte der Konferenz von Helsinki. Union, Berlin 1984.
- CDU im Bündnis: zu einigen Aspekten des Wachstums und der Bedeutung der Bündnispolitik. Union, Berlin 1985.
- Einklang von Rationalität und Humanität: zu sozialethischen Aspekten der Volkswirtschaft der DDR. Union, Berlin 1987.